# Lupinus seifrizianus
Lupinus seifrizianus är en ärtväxtart som först beskrevs av Charles Piper Smith, och fick sitt nu gällande namn av Charles Piper Smith. Lupinus seifrizianus ingår i släktet lupiner, och familjen ärtväxter. Inga underarter finns listade i Catalogue of Life.